# Estación de García Noblejas
García Noblejas es una estación de la línea 7 del Metro de Madrid situada bajo la calle de Luis Campos, en el barrio de Pueblo Nuevo (distrito de Ciudad Lineal). La estación también presta servicio al barrio de Simancas (distrito de San Blas-Canillejas).

## Historia
La estación fue inaugurada el 17 de julio de 1974 con el primer tramo de línea abierto, entre las estaciones de Las Musas y Pueblo Nuevo. Desde 2017 hasta 2021, la calle Hermanos García Noblejas se denominó Avenida de la Institución Libre de Enseñanza, debido a la aplicación de la Ley de Memoria Histórica por parte del Ayuntamiento de Madrid. Sin embargo, Metro de Madrid no cambió su nombre durante ese periodo.
Fue remodelada a lo largo de 2006. Es la única estación del primer tramo de la línea 7 sin ser todavía reformada con vitrex.
Del 23 al 25 de octubre de 2023, actuó como cabecera de la línea 7a por el cierre del tramo García Noblejas-Estadio Metropolitano, cortado por obras urgentes. Se estableció un Servicio Especial de autobús gratuito entre ambas estaciones, sin parada en las estaciones intermedias.
Del 28 de noviembre al 1 de diciembre de 2024, actuó como cabecera de la línea 7a por el cierre del tramo García Noblejas-Estadio Metropolitano, cortado por obras de renovación de señalización ferroviaria. Se estableció un Servicio Especial de autobús gratuito entre ambas estaciones.
Del 1 al 4 de mayo de 2025, la estación permanece cerrada por el cierre del tramo San Blas-Cartagena, cortado por obras de renovación de señalización ferroviaria. Se establece un Servicio Especial de autobús gratuito entre ambas estaciones.

## Accesos
Vestíbulo García Noblejas

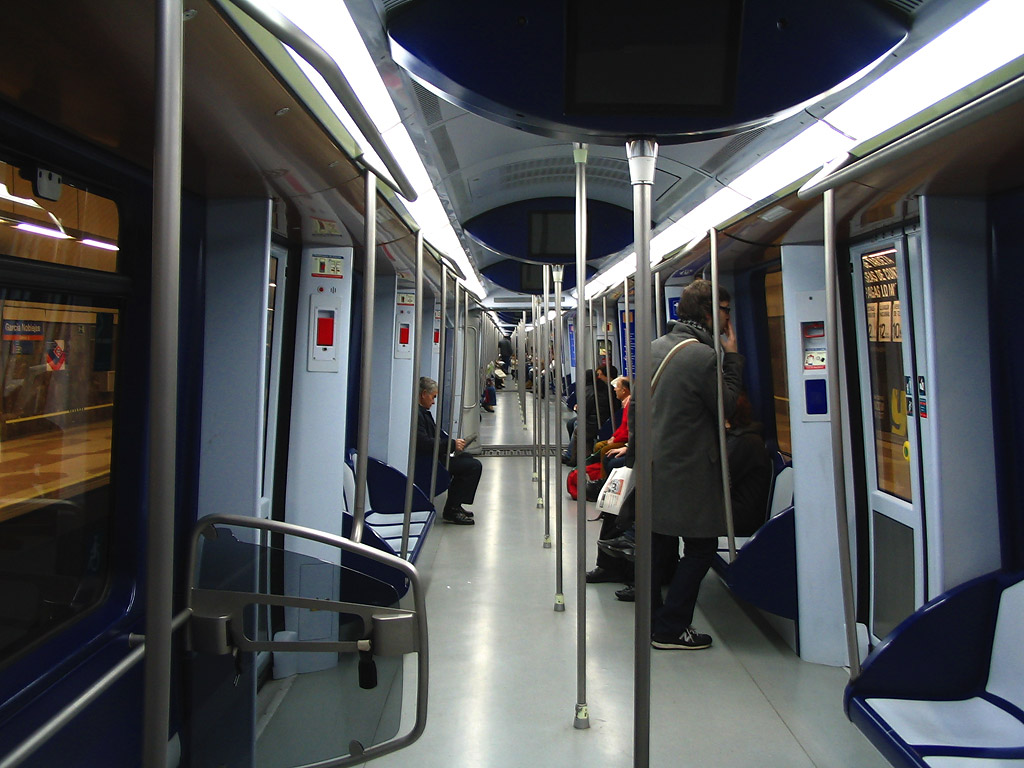
Tren serie 7400 en la estación

- Hermanos García Noblejas C/ Luis Campos, s/n (esquina C/ Hermanos García Noblejas, 70)

Vestíbulo José Arcones Gil
- José Arcones Gil C/ José Arcones Gil, 106 (esquina C/ Río Nervión)

## Líneas y conexiones

### Metro
| << cabecera                                                  | < estación | línea | estación > | cabecera >> |
| ------------------------------------------------------------ | ---------- | ----- | ---------- | ----------- |
| Hospital del Henares Cambio de tren en Estadio Metropolitano | Simancas   |       | Ascao      | Pitis       |

### Autobuses
| Diurnos   |                         |                                                             |
| Línea     | Destino                 | Parada                                                      |
| 4         | Puerta de Arganda       | 244 METRO GARCÍA NOBLEJAS (C/ Hnos. García Noblejas, 70)    |
| 38        | Las Rosas               | 244 METRO GARCÍA NOBLEJAS (C/ Hnos. García Noblejas, 70)    |
| 48        | Barrio de Canillejas    | 244 METRO GARCÍA NOBLEJAS (C/ Hnos. García Noblejas, 70)    |
| 70        | Alsacia                 | 244 METRO GARCÍA NOBLEJAS (C/ Hnos. García Noblejas, 70)    |
| 4         | Plaza de Ciudad Lineal  | 245 METRO GARCÍA NOBLEJAS (C/ Hnos. García Noblejas, 51-53) |
| 38        | Plaza de Manuel Becerra | 245 METRO GARCÍA NOBLEJAS (C/ Hnos. García Noblejas, 51-53) |
| 48        | Plaza de Manuel Becerra | 245 METRO GARCÍA NOBLEJAS (C/ Hnos. García Noblejas, 51-53) |
| 70        | Plaza de Castilla       | 245 METRO GARCÍA NOBLEJAS (C/ Hnos. García Noblejas, 51-53) |
| 28        | Barrio de Canillejas    | 978 METRO GARCÍA NOBLEJAS (C/ Emilio Muñoz, 2)              |
| 28        | Puerta de Alcalá        | 979 METRO GARCÍA NOBLEJAS (C/ Emilio Muñoz, 1)              |
| Nocturnos |                         |                                                             |
| Línea     | Destino                 | Parada                                                      |
| N6        | El Cañaveral            | 244 METRO GARCÍA NOBLEJAS                                   |
| N6        | Plaza de Cibeles        | 245 METRO GARCÍA NOBLEJAS                                   |

| Diurnos   |                                                                |                                                             |                           |
| Línea     | Destino                                                        | Parada                                                      | Operador                  |
| 286       | Coslada (Ciudad 70)                                            | 978 METRO GARCÍA NOBLEJAS (C/ Emilio Muñoz, 2)              | Avanza Movilidad Integral |
| 288       | Coslada-San Fernando de Henares                                | 978 METRO GARCÍA NOBLEJAS (C/ Emilio Muñoz, 2)              | Avanza Movilidad Integral |
| 289       | Coslada (Hospital)                                             | 978 METRO GARCÍA NOBLEJAS (C/ Emilio Muñoz, 2)              | Avanza Movilidad Integral |
| 286       | Madrid (Ciudad Lineal)                                         | 979 METRO GARCÍA NOBLEJAS (C/ Emilio Muñoz, 1)              | Avanza Movilidad Integral |
| 288       | Madrid (Ciudad Lineal)                                         | 979 METRO GARCÍA NOBLEJAS (C/ Emilio Muñoz, 1)              | Avanza Movilidad Integral |
| 289       | Madrid (Ciudad Lineal)                                         | 979 METRO GARCÍA NOBLEJAS (C/ Emilio Muñoz, 1)              | Avanza Movilidad Integral |
| Nocturnos |                                                                |                                                             |                           |
| Línea     | Destino                                                        | Parada                                                      | Operador                  |
| N203      | Coslada-San Fernando de Henares-Velilla de San Antonio/Loeches | 244 METRO GARCÍA NOBLEJAS (C/ Hnos. García Noblejas, 70)    | Avanza Movilidad Integral |
| N203      | Madrid (Ciudad Lineal)                                         | 245 METRO GARCÍA NOBLEJAS (C/ Hnos. García Noblejas, 51-53) | Avanza Movilidad Integral |